# کیرچوو
کیرچوو (به بلغاری: Kirchevo) یک منطقهٔ مسکونی در بلغارستان است که در شهرستان اوگارچین واقع شده‌است.